# 岩崎可苗
岩崎可苗（5月21日—），日本女性配音員。出身於北海道。B型血。

## 人物簡介
Production Ace演技研究所出身，曾是A-Vanz Entertainment所屬，現在是ACT.OZ所屬。
岩崎參加動畫《宮河家的空腹》錄音期間，從導演的訪談中做出了恰當的回應，表示自己比她更早出道主川崎琴還要更努力。由於岩崎自身的音質聽起來本身有成年人的氣質，因此從工作人員話中得到建議她用小孩子的聲線感覺比較適合。
興趣是唱卡拉OK，喜歡倖田來未的歌曲。其它還有電影鑑賞、散步，喜歡的漫畫是《銀魂》。喜歡動物是貓、狗，有時候會前往和貓主題相關的咖啡廳。

## 演出作品
※粗體字表示說明飾演的主要角色。

### 電視動畫
2013年
- 宮河家的空腹（小池繪梨華[4]）
- 當不成勇者的我，只好認真找工作了。（艾莉·歐爾提尼特[5]）

### 遊戲
2018年
- 有她在身邊的幸福 ～Two Farce～（芹澤知彩）

### 廣播劇CD
- 宫河家的空腹CD Hyadain與前山田健一作曲的原聲帶 由負責劇本統籌的待田堂子另編撰新的原創故事 還收錄了未播出的廣播節目特別版單元（小池繪梨華）

### 廣播節目
- 當不成勇者的我們，只好認真開始廣播了。簡稱「勇者廣播」（Lantis網路廣播：2013年9月23日－2014年2月3日）[6]

### 官方廣播劇
2014年
- Chime ～鐘～（靜石綾）
- Alice mare（史泰拉）

### 動態漫畫
2014年
- （小宮山萌芽）

## 音樂作品

### 角色歌曲
| 發行日期 | 標題                                                                    | 名義                                                                     | 樂曲名稱         | 商業搭配                                               |
| -------- | ----------------------------------------------------------------------- | ------------------------------------------------------------------------ | ---------------- | ------------------------------------------------------ |
| 11月27日 | 電視動畫『當不成勇者的我，只好認真找工作了。』角色歌曲 Extra Revolution | KANBAN娘。                                                               | 「（角色版本）」 | 電視動畫《當不成勇者的我，只好認真找工作了。》相關歌曲 |
| 11月27日 | 電視動畫『當不成勇者的我，只好認真找工作了。』角色歌曲 Extra Revolution | 菲諾（田所梓）、艾爾莎（新田惠海）、艾莉（岩崎可苗）、拉姆（山田奈都美） | 「！」           | 電視動畫《當不成勇者的我，只好認真找工作了。》相關歌曲 |

## 腳註

## 外部連結
- （日語）－岩崎可苗的官方個人部落格。
- 岩崎可苗的X（前Twitter） （日語）